# Michel Salesse
Michel Salesse (Algiers, 3 januari 1955) is een Frans voormalig schermer.

## Carrière
Michel Salesse werd met de ploeg wereldkampioen in Rome in 1982 en in Wenen in 1983. Hij nam deel aan twee Olympische Spelen. Op de Olympische Spelen van 1980 in Moskou bereikte hij met het Franse team ongeslagen de finale, waarin Polen met 8:4 werd verslagen. Samen met Philippe Boisse, Patrick Picot, Philippe Riboud en Hubert Gardas, werd Salesse Olympisch kampioen. 
In 1984 streden hij en de ploeg opnieuw om het goud, waarin Frankrijk met 5 tegen 8 verloor van de ploeg van de Bondsrepubliek Duitsland. Naast Salesse wonnen Philippe Boisse, Jean-Michel Henry, Olivier Lenglet en Philippe Riboud zilver.

## Resultaten

### Olympische Zomerspelen
| Jaar | Plaats      | Resultaten          |
| ---- | ----------- | ------------------- |
| 1980 | Moskou      | 9e degen degen team |
| 1984 | Los Angeles | degen team          |

### Wereldkampioenschappen schermen
| Jaar | Plaats | Resultaten |
| ---- | ------ | ---------- |
| 1982 | Rome   | degen team |
| 1983 | Wenen  | degen team |

1908: Alibert, Berger, Collignon, Gravier, Lippmann, Olivier, Stern ·
1912: H. Anspach, P. Anspach, Hennet, Ochs, Salmon, Willems ·
1920: Allocchio, Bozza, Canova, Costantino, Marrazzi, A. Nadi, N. Nadi, Olivier, Thaon di Revel, Urbani ·
1924:  Buchard, Ducret, Gaudin, Labatut, Liottel, Lippmann, Tainturier ·
1928:  Agostoni, Basletta, M. Bertinetti, Cornaggia-Medici, Minoli, Riccardi ·
1932: Buchard, Cattiau, Jourdant, Piot, Schmetz, Tainturier ·
1936: Brusati, Cornaggia-Medici, E. Mangiarotti, Pezzana, Ragno, Riccardi ·
1948: Artigas, Desprets, Guérin, Huet, Lepage, Pécheux ·
1952: Battaglia, F. Bertinetti, Delfino, D. Mangiarotti, E. Mangiarotti, Pavesi ·
1956: Anglesio, F. Bertinetti, Delfino, E. Mangiarotti, Pavesi, Pellegrino ·
1960: Delfino, E. Mangiarotti, Marini, Pavesi, Pellegrino, Saccaro ·
1964: Bárány, Gábor, Kausz, Kulcsár, Nemere ·
1968: Fenyvesi, Kulcsár, Nagy, Nemere, P. Schmitt ·
1972: Erdős, Fenyvesi, Kulcsár, Osztrics, P. Schmitt ·
1976: Edling, Von Essen, Flodström, Högström, Jacobson ·
1980: Boisse, Gardas, Picot, Riboud, Salesse ·
1984: Borrmann, Fischer, Heer, Nickel, Pusch ·
1988: Delpla, Henry, Lenglet, Riboud, Srecki ·
1992: Borrmann, Felisiak, Proske, Resnitstsjenko, A. Schmitt ·
1996: Cuomo, Mazzoni, Randazzo ·
2000: Mazzoni, Milanoli, Randazzo, Rota ·
2004: Boisse, F. Jeannet, J. Jeannet, Obry ·
2008: F. Jeannet, J. Jeannet, Robeiri ·
2016: Borel, Grumier, Jérent, Lucenay ·
2020: Kano, Minobe, Yamada, Uyama ·
2024: Koch, Andrásfi, Siklósi, Nagy